# 受禄乡
受禄乡，是中华人民共和国山西省忻州市定襄县下辖的一个乡镇级行政单位。

## 行政区划
受禄乡下辖以下地区：
受禄村、高村、黄咀村、东作村、大南庄村、小南庄村、北庄村、回凤村、复兴村、贾家庄村、于家庄村、北受录村、向阳村、下汤头村、白村、上汤头村、上零山村、下零山村、寺家庄村、玉会村和三家村。